# 1993 en Algérie
Chronologie de l’Algérie
- 1989
- 1990
- 1991
- 1992
- 1993
- 1994
- 1995
- 1996
- 1997

Cet article présente les faits marquants de l'année 1993 en Algérie ou relatifs à l'Algérie; datation selon le calendrier grégorien.

## Événements
- 8 janvier : 79 militaires jugés par le tribunal militaire d'Alger pour sympathie islamiste. 20 condamnations à mort.
- 7 février : reconduction de l'État d'urgence.
- 13 février : la France accorde 5 milliards de francs à l’Algérie.
- 17 mai : décret interdisant les tenues islamiques dans les administrations et entreprises publiques.
- 26 mai : attentat visant le journaliste Tahar Djaout. De nombreux intellectuels et personnalités qui ont soutenu le coup d'État de 1992 seront assassinés par les groupes armés.
- Juillet : signatures de plusieurs contrats avec des entreprises pétrolières étrangères.
- 21 août : l'ancien Chef du gouvernement algérien, Kasdi Merbah, est assassiné à Alger.
- 3 septembre : création par le pouvoir militaire d'une Commission nationale de dialogue.
- 21 septembre : premier attentat visant des étrangers. Deux géomètres français sont tués à Sidi Bel Abbés[1].
- 26 septembre : crédit de 4 milliards de dollars du FMI.
- 23 octobre : enlèvement de 3 agents consulaires français à Alger[1]. Ils seront libérés 3 jours plus tard, accompagnés d'une note du Groupe Islamique Armé enjoignant aux étrangers de quitter le pays avant le 1er décembre.
- Décembre : visite d'une délégation parlementaire française et du FMI en Algérie. Évacuation du personnel diplomatique et des journalistes étrangers. Fermeture des ambassades. Des observateurs indépendants parlent de 15 000 personnes tuées en un an.

## Sports

### Basket-ball
- Coupe d'Algérie de basket-ball 1992-1993
- Coupe d'Algérie de basket-ball 1993-1994

### Football
- Équipe d'Algérie de football en 1993
- Championnat d'Algérie de football 1992-1993
- Championnat d'Algérie de football 1993-1994
- Championnat d'Algérie de football de deuxième division 1992-1993
- Championnat d'Algérie de football de deuxième division 1993-1994
- Coupe d'Algérie de football 1993-1994
- Saison 1992-1993 de l'USM Blida
- Saison 1993-1994 de l'USM Blida

### Volley-ball
- Championnat d'Afrique masculin de volley-ball 1993

## Culture

### Cinéma
- Automne, octobre à Alger, film dramatique franco-algérien réalisé par Malik Lakhdar-Hamina, sorti en 1993.
- L'Honneur de la tribu, film algéro-français réalisé par Mahmoud Zemmouri, sorti en 1993.

## Naissances en 1993
- Naissance en Algérie en 1993

## Décès en 1993
- Décès en Algérie en 1993